# Sutton Verlag
Die Sutton Verlag GmbH ist ein 1997 gegründeter und auf populärwissenschaftliche Regionalliteratur spezialisierter Buchverlag mit Sitz in Erfurt in Thüringen (Deutschland). Seit 1. Januar 2014 gehört er zum Münchner Verlagshaus GeraNova Bruckmann.

## Geschichte
Der Sutton Verlag wurde 1997 vom englischen Verleger Alan Sutton als Teil der englischen Verlagsgruppe The History Press gegründet.
In den Jahren 2012 und 2014 veranstaltete der Verlag in Zusammenarbeit mit dem Börsenverein des Deutschen Buchhandels und dem Thüringer Literaturrat den Wettbewerb um den Thüringer Krimipreis. Der für 2017 geplante dritte Wettbewerb wurde aufgrund mangelnder Beteiligung abgesagt.

## Programm und Autoren
In 18 Reihen erscheinen jährlich rund 150 neue Titel für Deutschland und Österreich. Publikationsschwerpunkt sind Bildbände zu den Themen Lokal- und Regionalgeschichte, Verkehrs- und Technikgeschichte. Von 2010 bis 2016 wurden auch historische Romane und regionale Krimis veröffentlicht.